# Sân bay quốc tế Attapeu
Attapeu International Airport (IATA: AOU, ICAO: VLAP) là một sân bay phục vụ Attapeu tại Lào. Nó được khai trương vào tháng 5 năm 2015 sau hai năm xây dựng. Lao Airlines đã cung cấp các chuyến bay từ Viêng Chăn qua Pakse ba lần một tuần; tuy nhiên, nó đã dừng họ vào tháng 10 năm 2016 vì nhu cầu hành khách thấp. Sân bay nằm ở tỉnh Attapeu, giáp biên giới Việt Nam và đã chứng kiến hoạt động thương mại lớn hơn; Tuy nhiên, nó không nhận được nhiều du lịch.

## Lịch sử
Vào ngày 11 tháng 2 năm 2012, các quan chức của chính phủ Lào và Việt Nam đã tham dự buổi lễ động thổ cho sân bay, nằm gần biên giới Lào – Việt Nam. Việc xây dựng bắt đầu vào tháng 5 năm 2013 và kết thúc vào tháng 4 năm 2015. Việt Hoàng Anh Gia Lai đã cung cấp khoản vay gần 300 tỷ kip (hơn 36,1 triệu USD) để xây dựng sân bay. Sân bay Attapeu chính thức khai trương vào ngày 30 tháng 5 năm 2015 với tư cách là cơ sở quốc tế đầu tiên trong tỉnh.
Vào tháng 6 năm 2015,  TTR Weekly  đã báo cáo rằng cả hai hãng hàng không cung cấp các chuyến bay nội địa ở Lào, Lao Airlines và Lao Skyway, đã tỏ ra quan tâm đến việc phục vụ Attapeu. Lao Airlines đã thực hiện một cuộc khảo sát kéo dài một năm nhưng không mấy quan tâm. Mặc dù tỉnh Attapeu đã chứng kiến hoạt động kinh tế gia tăng vì gần với Việt Nam, nhưng nó có rất ít điểm thu hút khách du lịch.
Tuy nhiên, Lao Airlines đã giới thiệu các chuyến bay hai lần một tuần từ Viêng Chăn qua Pakse vào ngày 9 tháng 4 năm 2016. Tần suất đã được tăng lên ba lần mỗi tuần vào tháng Bảy. Tuy nhiên, Lao Airlines đã kết thúc đường bay vào tháng 10 năm 2016 vì số lượng hành khách thấp.. Tháng một sau đó, nhà chức trách đóng cửa sân bay trong thời gian này.

## Cơ sở hạ tầng
Sân bay Attapeu có một đường băng dài 1.850 nhân 30 mét (6.070 ft × 98 ft). Nhà ga rộng 4.300 mét vuông (46.000 foot vuông) có thể phục vụ 300 lượt khách mỗi ngày.

## Đường đến sân bay
Sân bay nằm dọc theo đường 18B ở huyện Saysetha, khoảng 28 kilômét (17 mi) từ thị trấn Attapeu.